# 1970 في ماليزيا
فيما يلي قوائم الأحداث التي وقعت خلال عام 1970 في ماليزيا.

## سياسة

### تعيين في المنصب
- 21 سبتمبر – عبد الحليم معظم يانغ دي-برتوان أغونغ.

### انتهاء فترة المنصب
- 22 سبتمبر – تونكو عبد الرحمن رئيس وزراء ماليزيا.

## مواليد

### ديسمبر
- 11 ديسمبر – اونغ كيم سوي لاعب كرة قدم.

## وفيات

### نوفمبر
- 23 نوفمبر – يوسف بن إسحاق (مواليد 1910)